# Skully Fourbery
 (avril 2014).
Si vous disposez d'ouvrages ou d'articles de référence ou si vous connaissez des sites web de qualité traitant du thème abordé ici, merci de compléter l'article en donnant les références utiles à sa vérifiabilité et en les liant à la section « Notes et références ».
Skully Fourbery (titre original : Skulduggery Pleasant) est une série de romans de fantasy écrite par Derek Landy.
L'histoire tourne autour des aventures du détective squelette, Skully Fourbery, et de son associée, la jeune Valkyrie Caïne, qui doivent lutter contre les forces du mal qui menacent le monde. Mais au fur et à mesure que l'histoire progresse, ils sont aussi amenés à faire face au mal qu'ils portent en eux-mêmes.
Depuis la sortie du premier tome en 2007, la série a été largement saluée par les lecteurs et la critique. En France, les quatre premiers tomes ont été traduits par Jean Esch aux éditions Gallimard Jeunesse. Depuis février 2020, une nouvelle édition des tomes déjà publiés en France avec de nouvelles couvertures, est actuellement en cours. Les deux premiers tomes de cette nouvelle édition sont parus en février 2020 et la réédition du troisième tome paraîtra le 11 février 2021. En ce qui concerne la parution anglaise, un second cycle a commencé en 2017 avec la parution de Resurrection, dixième tome de la série, et un quatorzième tome, intitulé Dead or Alive sortira en avril 2021. Le second cycle et la série se termineront avec la parution du quinzième tome en 2022. Le 7 septembre 2023, l’auteur annonce un troisième cycle, qui débutera en 2024 avec la parution du tome 16 « A mind full of murder ». Le 20 mars 2025, Derek Landy annonce que ce troisième cycle se terminera avec la publication du tome 18 « A soul full of shadows », qui sortira en 2026.   

## SérieSkully Fourbery

### Romans
1. Skully Fourbery, Gallimard Jeunesse, 2008 ((en) Skulduggery Pleasant, 2007)[1]
2. Skully Fourbery joue avec le feu, Gallimard Jeunesse, 2009 ((en) Playing With Fire, 2008)[2]
3. Skully Fourbery contre les Sans-Visage, Gallimard Jeunesse, 2010 ((en) The Faceless Ones, 2009)[3]
4. Skully Fourbery n'est plus de ce monde, Gallimard Jeunesse, 2012 ((en) Dark Days, 2010)[4]
5. (en) Mortal Coil, 2010[5]
6. (en) Death Bringer, 2011[6]
7. (en) Kingdom of the Wicked, 2012[7]
8. (en) Last Stand of Dead Men, 2013[8]
9. (en) The Dying of the Light, 2014[9]
10. (en) Resurrection, 2017[10]
11. (en) Midnight, 2018[11]
12. (en) Bedlam, 2019[12]
13. (en) Seasons of War, 2020[13]
14. (en) Dead or Alive, 2021[14]
15. (en) Until the End, 2022[15]
16. (en) A Mind Full of Murder , 2024
17. (en) A Heart Full of Hatred, 2025
18. (en) A Soul Full of Shadows, 2026

### Nouvelles
- (en) The End of the World, 2012[16]
- (en) Tanith Low in... The Maleficent Seven, 2013[17]
- (en) Apocalypse Kings, 2021[18]

### Recueils de nouvelles
- (en) Armageddon Outta Here, 2014[19]

### Bandes Dessinées
- (en) Bad Magic, 2023

## Guide de la série
- (en) The Skulduggery Pleasant Grimoire, 2021 [20]

## Préquel
(en) Hell breaks loose, 2023

## Premier cycle

### Tome 1:Skully Fourbery(Skulduggery Pleasant)
À l'âge de douze ans, Stephanie Edgley est lasse d'une vie qu'elle trouve morne et ennuyeuse. Mais après la mort de son oncle, elle rencontre, lors de la lecture du testament, un mystérieux individu du nom de Skully Fourbery, qui plus tard lui sauve la vie. Ce mystérieux individu s'avère alors être non seulement un détective privé à l'humour acéré mais aussi un squelette doué de pouvoirs magiques. Propulsée dans le monde dangereux des sorciers et apprenant que son oncle a en fait été assassiné, Stephanie, sous le nom de Valkyrie Caïne, choisit de faire équipe avec Skully et de l'aider à résoudre cette affaire. Ensemble, ils affronteront Scelerian Serpine, ennemi juré du détective, et tenteront de l'empêcher de mettre la main sur le Sceptre des Anciens, une arme magique surpuissante avec laquelle Serpine pourrait bien ramener les Sans-Visage, d'anciens dieux exilés dans une autre dimension, et détruire le monde...

### Tome 2:Skully Fourbery joue avec le feu(Playing with Fire)
Le Baron Vengeous, ancien serviteur de Mevolent, s'est évadé de prison et menace de ramener à la vie la Grotesquerie, un monstre quasi-invincible fait des restes des créatures les plus mortelles ayant jamais existé. Plus inquiétant encore, son torse est celui d'un Sans-Visage, l'un de ces dieux maléfiques qui régnaient autrefois sur la terre, et le Baron pourrait ainsi l'utiliser pour ramener les Sans-Visage et réduire le monde en cendres... Le détective squelette Skully Fourbery et son associée Valkyrie Caïne vont devoir l'en empêcher.

### Tome 3:Skully Fourbery contre les Sans-Visage(The Faceless Ones)
Depuis que Skully Fourbery et sa jeune associée Valkyrie Caïne ont accusé le Grand Mage Thurid Guild d'être un partisan du mal, ils ont été désavoués par le Sanctuaire. Mais lorsque plusieurs Téléporteurs sont mystérieusement assassinés, ils comprennent que cette série de meurtres est liée à un culte fanatique, la Diablerie, qui vénère les Sans-Visage et a pour objectif d'ouvrir un portail vers la dimension dans laquelle ils ont autrefois été bannis. Avec l'aide d'un jeune Téléporteur prétentieux du nom de Fletcher Renn, Skully et Valkyrie n'ont que très peu de temps pour stopper la Diablerie et empêcher le retour des Sans-Visage.

### Tome 4:Skully Fourbery n'est plus de ce monde(Dark Days)
Skully Fourbery a disparu dans le monde des Sans-Visage. Mi-Élémentaliste, mi-Nécromancienne, Valkyrie Caïne, quinze ans, s'est mise en quête du crâne originel du détective squelette, avec lequel elle compte bien le ramener. Cependant, le retour de Skully s'avère quelque peu difficile, car celui-ci n'est pas ressorti indemne de son séjour infernal parmi les Sans-Visage. Mais ils se retrouvent vite confrontés à d'autres problèmes plus urgents : le Club des Vengeurs, une horde de criminels, dont certains auxquels Valkyrie et Skully ont déjà eu affaire dans le passé, sont en train de confectionner un nouveau plan qu'il leur faudra déjouer. Et comme si cela ne suffisait pas, une terrible menace est perçue par les Sensibles : Darquesse.

### Tome 5:Mortal Coil
Valkyrie connaît désormais la vérité sur Darquesse, cet être démoniaque et quasi-invulnérable qui hante les visions des Sensibles. Mais alors qu'elle est déjà suffisamment préoccupée par cette apocalypse à venir, une multitude de Vestiges, créatures malveillantes capables de prendre le contrôle des gens, est lâchée dans la nature, menaçant de transformer n'importe quelle personne en un meurtrier psychopathe. Quant aux Nécromanciens, ils prédisent l'arrivée imminente de leur messie, le Pourvoyeur de Mort, et certains envisagent même que ce puisse être Valkyrie...

### Tome 6:Death Bringer
Le Pourvoyeur de Mort est finalement arrivé et ses intentions s'avèrent bien plus sombres que prévu... Lorsque Valkyrie et Skully réalisent ce qui attend le monde si le Pourvoyeur de Mort accomplit sa funeste mission, ils se retrouvent emportés dans une course contre la montre pour sauver des milliards de gens d'un sort terrible. Mais alors qu'ils tentent d'empêcher une catastrophe mondiale, ils sont amenés à faire face à leurs propres démons...

### Tome 7:Kingdom of the Wicked
Partout dans le monde, des personnes initialement dépourvues de pouvoirs magiques se retrouvent soudain en possession de facultés dangereusement incontrôlables. L'enquête mène Valkyrie et Skully à Argeddion, un mage surpuissant qui espère que la magie ainsi donnée à tous guidera le monde dans une ère de paix. Mais il s'avère que les sorciers novices qu'il a créés s'enivrent de leur nouvelle force et provoquent de multiples accidents, qui risquent de révéler l'existence du monde magique. Le Sanctuaire est également confronté au Conseil Suprême, une alliance entre plusieurs Sanctuaires, qui accuse l'Irlande d'ingérence. Pour couronner le tout, Valkyrie découvre malgré elle une autre dimension dans laquelle les sorciers règnent sur les mortels... et où Mevolent a gagné la guerre.

### Tome 8:Last Stand of Dead Men
La guerre entre les Sanctuaires qui avait été pressentie est maintenant déclarée et le Conseil Suprême s'empare du Sanctuaire irlandais. Mais alors que les Dead Men, la troupe de sorciers et guerriers dont Skully et Hideous furent membres dans le passé, sont amenés à se réunir dans cet ultime combat pour leur pays, une autre guerre fait rage, dans l'esprit de Valkyrie, dont elle doit à tout prix sortir victorieuse. Car si Darquesse triomphe, le monde brûlera.

### Tome 9:The Dying of the Light
La guerre entre les Sanctuaires est désormais achevée mais elle a fait des ravages et de nombreuses victimes. Darquesse est maintenant libre et gagne chaque jour en puissance. Skully Fourbery doit relever un ultime défi : retrouver et vaincre Darquesse avant qu'elle ne détruise le monde, et délivrer Valkyrie de son alter-ego maléfique...

## Second cycle

### Tome 10:Resurrection
Voilà des années que Valkyrie Caïne s'est retirée du monde magique. La guerre contre son alter-ego, Darquesse, ne l'a pas laissée indemne. Mais les méchants veulent toujours faire le mal, et Skully Fourbery est toujours là pour les arrêter. Lorsque celui-ci apprend qu'une secte a l'intention de ressusciter une terrible entité maléfique, il convainc tant bien que mal Valkyrie de revenir à ses côtés pour seulement vingt-quatre heures. Dans leur enquête, ils devront faire appel à une troisième personne, quelqu'un de discret, d'insoupçonnable... C'est pourquoi ils viennent trouver Omen Darkly, quatorze ans, élève de l'Académie Corrival, qui forme les jeunes sorciers.

### Tome 11:Midnight
Depuis le jour où elle est entrée dans le monde des sorciers, Valkyrie a lutté pour que sa famille soit en sécurité. Mais voilà que sa petite sœur, Alice, est kidnappée par un tueur. Avec l'aide de Skully Fourbery et d'Omen Darkly, Valkyrie n'a que douze heures pour la sauver.

## Personnages

### À partir du tome 1
Skully Fourbery (Skulduggery Pleasant)
Célèbre détective, Élémentaliste et grand maître du combat singulier, Skully Fourbery est un squelette vivant âgé d'à peu près quatre cents ans qui ne se promène jamais sans son fameux chapeau. Toujours vêtu des élégants costumes que son ami Hideous Quatépingle lui confectionne sur mesure, il conduit une Bentley R-Type Continental de 1954. Il a de nombreux ennemis, dont Scelerian Serpine, qui autrefois a assassiné son épouse et sa fille. Il raconte que des lutins lui ont volé son crâne originel alors qu'il dormait et qu'il a gagné au poker celle qu'il porte désormais...
Valkyrie Caïne (Valkyrie Cain) / Stephanie Edgley
Jeune fille courageuse au caractère bien trempé, elle est la descendante directe des Anciens et préfère de loin les aventures et la magie à la vie de collégienne ordinaire qu'elle est censée mener. Elle a choisi la voie des Élémentalistes, tout comme son mentor Skully Fourbery, mais elle pratique aussi la nécromancie aux côtés de Solomon Suaire. Elle a douze ans au début de la série.
Hideous Quatépingle (Ghastly Bespoke)
Tailleur expert et grand ami de Skully.
Tanith Low
On estime qu'elle est âgée d'environ quatre-vingts ans, bien qu'elle ait l'apparence d'une jeune femme et qu'elle soit d'ailleurs restée adolescente dans sa tête. Adepte, capable de nombreuses acrobaties magiques, elle est aussi une fameuse escrimeuse. Elle s'entend très bien avec Valkyrie.
China Spleen (China Sorrows)
Décrite comme étant d'une beauté sublime et dangereusement hypnotique, elle se montre imprévisible et indigne de confiance. Dans le passé, elle a adoré les Sans-Visage, tout comme son frère, Mr Bliss, avant de se détourner de ce culte. Son corps porte de multiples symboles magiques, qui s'avèrent très puissants.
Mr Bliss
Frère de China Spleen, avec laquelle il a en commun le bleu très pâle de ses yeux, c'est un grand homme imposant doté d'une force légendaire, qui se montre toujours étrangement calme.
Scelerian Serpine (Nefarian Serpine)
Ennemi de longue date de Skully, il a tué sa famille sous ses yeux avant de l'achever. Dans le tome 1, il cherche à s'emparer du Sceptre des Anciens, souhaitant ramener les Sans-Visage, mais il est finalement vaincu. Adepte, sa main droite entièrement rouge lui permet d'infliger d'atroces souffrances à ses ennemis (c'est d'ailleurs ainsi qu'il a torturé Skully dans le passé).
Melissa et Desmond Edgley
Parents de Valkyrie.
Beryl et Fergus Edgley
Tante et oncle de Valkyrie.
Carol et Crystal Edgley
Cousines jumelles de Valkyrie. Elles se montrent souvent méprisantes avec elle.

### À partir du tome 2
Le Baron Vengeous
Autre grand ennemi de Skully, Vengeous, comme Serpine avant lui, a pour projet de ramener les Sans-Visage dans notre monde. Puissant combattant et Adepte, il a le pouvoir de détruire le corps d'une personne par un simple regard.
Dusk
Un vampire qui travaille fréquemment pour les ennemis de Skully et Valkyrie.
Vaurien Larsouille (Vaurien Scapegrace)
Cet homme grandiloquent, qui vante sans cesse ses prétendus pouvoirs maléfiques et se fait appeler "le Tueur Suprême", n'a en réalité jamais tué personne. Chacune de ses entreprises se solde irrémédiablement par l'échec et le ridicule.
Billy-Ray Sanguin (Billy-Ray Sanguine)
Tueur à gages à l'humour cynique, il est armé d'un coupe-chou, redoutable car les cicatrices qu'il laisse ne disparaissent jamais, et a le pouvoir se déplacer sous terre et à travers les murs. Il est le fils de Dreylan Scarab.
Tapalœil Râleux (Kenspeckle Grouse)
Ce médecin grincheux doit régulièrement soigner Valkyrie après ses escapades et ne manque jamais de manifester sa désapprobation quant à la double vie dangereuse qu'elle mène.

### À partir du tome 3
Fletcher Renn
Jeune Téléporteur insolent et facétieux, auquel Skully et Valkyrie sont contraints de faire appel dans le tome 3.
Solomon Suaire (Solomon Wreath)
Nécromancien, il forme Valkyrie à cette discipline à partir du tome 3.
Clarabelle
Une jeune fille très étourdie qui assiste le professeur Râleux.